# Pomadasys multimaculatus
Pomadasys multimaculatus är en fiskart som först beskrevs av Playfair, 1867.  Pomadasys multimaculatus ingår i släktet Pomadasys och familjen Haemulidae. Inga underarter finns listade i Catalogue of Life.